# Uropoda

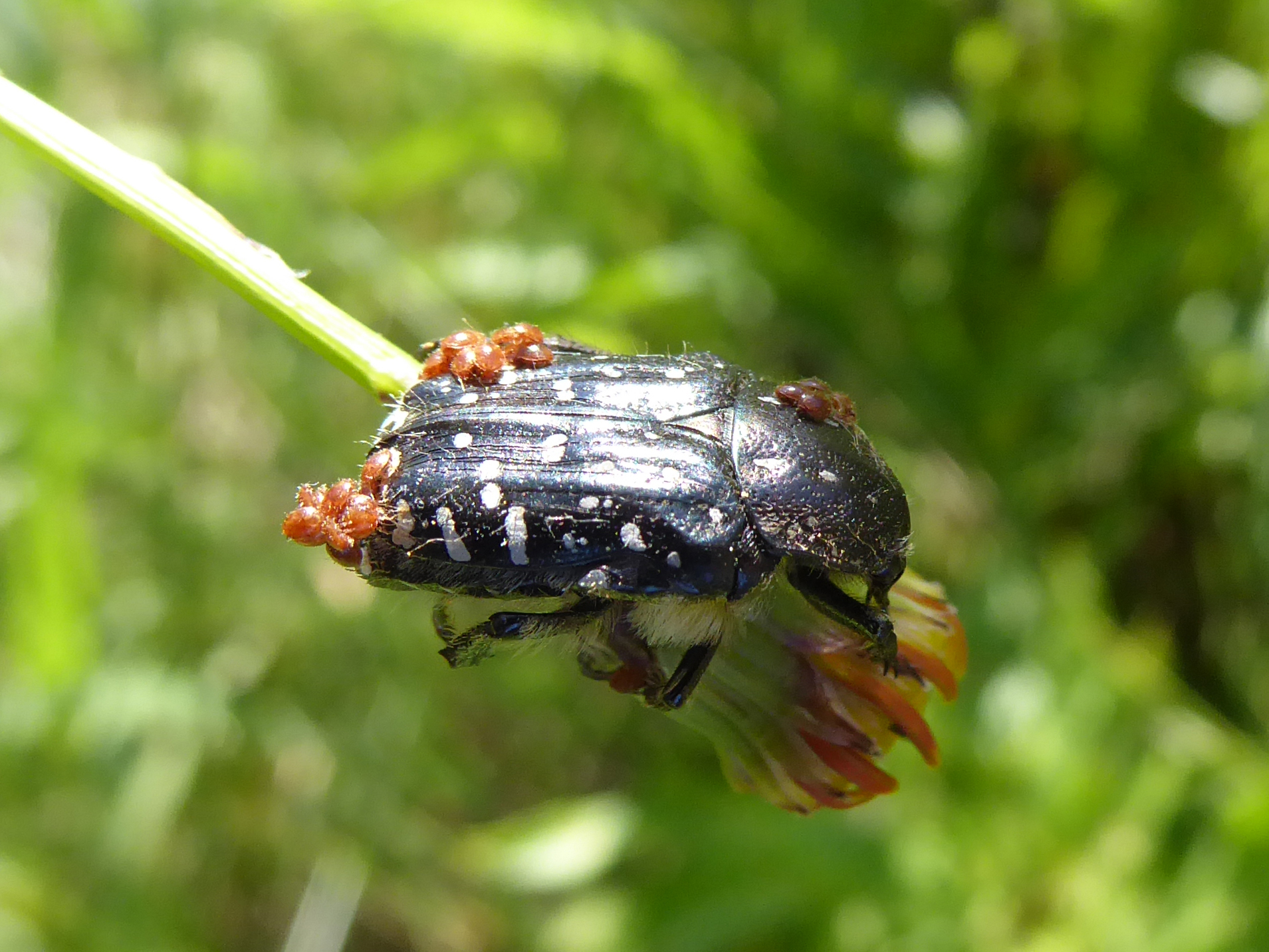
Uropoda orbicularis siendo transportados por el escarabajo Oxythyrea funesta

Uropoda es un género de ácaros de la familia Uropodidae, orden Mesostigmata.

## Especies
Hay más de 70 especies descritas:
- Uropoda Latreille, 1806

- - Uropoda abantica Bal & Özkan, 2007
  - Uropoda afghanica Wisniewski & Hirschmann, 1996
  - Uropoda afra Kontschán, 2006
  - Uropoda africana (Vitzthum, 1925)
  - Uropoda alata Hirschmann, 1981
  - Uropoda alpina Berlese, 1904
  - Uropoda amani Hirschmann, 1973
  - Uropoda amanisimilis Wisniewski, 1980
  - Uropoda amblyoponae Banks, 1916
  - Uropoda americana Wisniewski & Hirschmann, 1996
  - Uropoda amplaformis Kontschán, 2010
  - Uropoda amplior (Berlese, 1923)
  - Uropoda amplus (Hiramatsu & Hirschmann, 1979)
  - Uropoda ancorae Hirschmann, 1981
  - Uropoda ancoraesimilis Hirschmann, 1981
  - Uropoda andrassyi Hirschmann, 1972
  - Uropoda anguinea Hirschmann, 1972
  - Uropoda aokii Hiramatsu, 1979
  - Uropoda argasiformis (Berlese, 1916)
  - Uropoda australiensis Hiramatsu & Hirschmann, 1978
  - Uropoda australis Hutu, 1987
  - Uropoda baloghi Hirschmann & Zirngiebl-Nicol, 1969
  - Uropoda berndti Wisniewski, 1984
  - Uropoda bifrons Banks, 1916
  - Uropoda bilobata Banks, 1916
  - Uropoda bistellaris Vitzthum, 1935
  - Uropoda boliviensis Hiramatsu & Hirschmann, 1978
  - Uropoda brasiliensis (Sellnick, 1962)
  - Uropoda capensis (Marais, 1977)
  - Uropoda castrii Hirschmann, 1972
  - Uropoda cavernoorbicularis Hiramatsu, 1981
  - Uropoda celsocyclosa (Vitzthum, 1926)
  - Uropoda chernobaii Wisniewski & Hirschmann, 1992
  - Uropoda cienfuegi Wisniewski & Hirschmann, 1993
  - Uropoda clara Hiramatsu, 1980
  - Uropoda cocuyensis Hirschmann, 1984
  - Uropoda complicata (Berlese, 1905)
  - Uropoda compta Hiramatsu, 1981
  - Uropoda convexifrons Banks, 1916
  - Uropoda copridis (Oudemans, 1916)
  - Uropoda corbicularis (Womersley, 1961)
  - Uropoda cornuata Kontschán, 2006
  - Uropoda crenulata (Marais & Theron, 1986)
  - Uropoda crozetensis (Richters, 1907)
  - Uropoda csuzdii Kontschán, 2007
  - Uropoda cubaensis Hiramatsu, 1980
  - Uropoda daelei Hirschmann, 1981
  - Uropoda deconincki Hirschmann, 1981
  - Uropoda dentifrons Banks, 1916
  - Uropoda depilatasimilis Wisniewski, 1979
  - Uropoda diengensis Hiramatsu, 1980
  - Uropoda diffusa Hiramatsu & Hirschmann, 1979
  - Uropoda difoveoiatasimilis Hirschmann, 1972
  - Uropoda difoveolata Hirschmann & Zirngiebl-Nicol, 1969
  - Uropoda discus Stoll, 1886
  - Uropoda disetosa Hirschmann, 1972
  - Uropoda distinguenda Berlese, 1903
  - Uropoda duplicata Banks, 1916
  - Uropoda efferata Hiramatsu, 1981
  - Uropoda ehimensis Hiramatsu, 1979
  - Uropoda elegans (Marais & Theron, 1986)
  - Uropoda erlangensis Hirschmann & Zirngiebl-Nicol, 1969
  - Uropoda eustructura Hirschmann, 1972
  - Uropoda exilis Hiramatsu & Hirschmann, 1979
  - Uropoda fiedleri Wisniewski, 1979
  - Uropoda franzi (Marais & Theron, 1986)
  - Uropoda fujikawae Hiramatsu, 1978
  - Uropoda fumiakii Hiramatsu, 1980
  - Uropoda fumicola (Schweizer, 1961)
  - Uropoda garciai Hirschmann & Hiramatsu, 1990
  - Uropoda gibba Hiramatsu, 1976
  - Uropoda goliathi Hirschmann, 1981
  - Uropoda granata Hiramatsu & Hirschmann, 1978
  - Uropoda grandis Hiramatsu & Hirschmann, 1979
  - Uropoda granosa Hiramatsu & Hirschmann, 1978
  - Uropoda gressitti Hirschmann, 1972
  - Uropoda grolli Wisniewski & Hirschmann, 1992
  - Uropoda halberti Hirschmannn, 1993
  - Uropoda hallidayi (Athias-Binche & Bloszyk, 1988)
  - Uropoda hamulifera Michael, 1894
  - Uropoda hamulifera Michael, 1894
  - Uropoda heliocopridis (Oudemans, 1901)
  - Uropoda hiramatsui Hirschmann, 1976
  - Uropoda hiramatsuiformis Hirschmann, 1976
  - Uropoda hiramatsuioides Hirschmann, 1976
  - Uropoda hiramntsuisimilis Hirschmann, 1976
  - Uropoda hirschmanni Hiramatsu, 1977
  - Uropoda hispanica Hirschmann & Zirngiebl-Nicol, 1969
  - Uropoda hokkaidoensis Hiramatsu, 1979
  - Uropoda hungarica Kontschán, 2004
  - Uropoda imadatei Hiramatsu, 1980
  - Uropoda indonesiensis Hiramatsu, 1980
  - Uropoda inflata (Berlese, 1920)
  - Uropoda insulana Hiramatsu, 1979
  - Uropoda insulanasimilis Hiramatsu, 1981
  - Uropoda integra (Berlese, 1910)
  - Uropoda interrupta Hirschmann, 1972
  - Uropoda iriomotensis Hiramatsu, 1979
  - Uropoda ishikawai Hiramatsu, 1978
  - Uropoda italica Hirschmann & Zirngiebl-Nicol, 1969
  - Uropoda japanoorbicularis Hiramatsu, 1979
  - Uropoda japanorepleta Hiramatsu, 1980
  - Uropoda kargi (Hirschmann & Zirngiebl-Nicol, 1969)
  - Uropoda kaszabi Hirschmann, 1972
  - Uropoda krantzi Hirschmann, 1975
  - Uropoda kuchtaorum (F. Athias-Binche & J. Bloszyk, 1988)
  - Uropoda kurosai Hiramatsu, 1978
  - Uropoda lagena Berlese, 1892
  - Uropoda langi Hirschmann, 1981
  - Uropoda laqueata Hirschmann, 1972
  - Uropoda laqueatasimilis Hiramatsu & Hirschmann, 1979
  - Uropoda latvica Kontschán & Salmane, 2008
  - Uropoda lauta Hiramatsu & Hirschmann, 1983
  - Uropoda lawrencei (Marais, 1977)
  - Uropoda leleupi (Marais, 1977)
  - Uropoda levidensis Hiramatsu & Hirschmann, 1979
  - Uropoda levigata Hiramatsu & Hirschmann, 1978
  - Uropoda liffreana Wisniewski & Hirschmann, 1994
  - Uropoda lindquisti Hirschmann, 1972
  - Uropoda littoralis (Trouessart, 1902)
  - Uropoda loksai Hirschmann, 1972
  - Uropoda longifrons Banks, 1916
  - Uropoda luculenta Hiramatsu & Hirschmann, 1978
  - Uropoda luminosa Hiramatsu & Hirschmann, 1983
  - Uropoda maeandralis Hirschmann, 1972
  - Uropoda mahunkai Hirschmann, 1972
  - Uropoda maraisi Hirschmann, 1979
  - Uropoda marihirschmanni Hiramatsu, 1977
  - Uropoda marítima Hiramatsu, 1977
  - Uropoda matskasii Hirschmann, 1981
  - Uropoda mazsalakiae Kontschán, 2005
  - Uropoda mediterranea Wisniewski & Hirschmann, 1996
  - Uropoda meridiana Hiramatsu & Hirschmann, 1978
  - Uropoda michaeliana Leonardi, 1896
  - Uropoda micherdzinskii Hirschmann, 1972
  - Uropoda mihaili Masan, 1999
  - Uropoda minima Kramer, 1882
  - Uropoda minor (Berlese, 1885)
  - Uropoda minuscula Hutu, 1983
  - Uropoda misella (Berlese, 1916)
  - Uropoda mitis (Leonardi, 1899)
  - Uropoda monserratae Hirschmann, 1984
  - Uropoda monstrata Hiramatsu, 1981
  - Uropoda montana Hiramatsu, 1979
  - Uropoda montivaga Hiramatsu, 1981
  - Uropoda morikawai Hiramatsu, 1978
  - Uropoda multidentata Hiramatsu, 1981
  - Uropoda multipora Hirschmann & Zirngiebl-Nicol, 1969
  - Uropoda nahuelbutaensis Hirschmann, 1972
  - Uropoda neowoelkei Hiramatsu, 1980
  - Uropoda nepalensis Wisniewski & Hirschmann, 1991
  - Uropoda neuherzi Hirschmann & Hiramatsu, 1978
  - Uropoda nodosa Hirschmann, 1972
  - Uropoda novaguinensis Hiramatsu, 1980
  - Uropoda obliquifrons Banks, 1916
  - Uropoda ocellata Kontschán & Salmane, 2008
  - Uropoda okumai Hiramatsu, 1980
  - Uropoda onishii Hiramatsu, 1980
  - Uropoda onishiiorbicularis Hiramatsu, 1980
  - Uropoda oraría Hiramatsu, 1977
  - Uropoda orbicularis (O.F.Müller, 1776)
  - Uropoda orbis (Vitzthum, 1925)
  - Uropoda orchestiidarum Barrois, 1887
  - Uropoda ornata Hiramatsu & Hirschmann, 1978
  - Uropoda orszaghi Masan, 1999
  - Uropoda oshimaensis Hiramatsu, 1979
  - Uropoda pandata (Michael, 1894)
  - Uropoda parva (Schweizer, 1961)
  - Uropoda penicillata Hirschmann & Zirngiebl-Nicol, 1969
  - Uropoda penicillatasimilis Hirschmann, 1972
  - Uropoda permagna Hiramatsu & Hirschmann, 1979
  - Uropoda plana Trägårdh, 1908
  - Uropoda pocsi Hirschmann, 1981
  - Uropoda porticensis (Berlese, 1903)
  - Uropoda porticensoides Hirschmann, 1993
  - Uropoda porula Hirschmann & Hiramatsu, 1983
  - Uropoda potchefstroomensis (Marais & Theron, 1986)
  - Uropoda praerupta Hirschmann & Hiramatsu, 1983
  - Uropoda procera Hiramatsu & Hirschmann, 1979
  - Uropoda procerasimilis Hiramatsu & Hirschmann, 1979
  - Uropoda productior Berlese, 1916
  - Uropoda pudica Hiramatsu & Hirschmann, 1978
  - Uropoda pulchernma (Berlese, 1903)
  - Uropoda pulverea Hiramatsu, 1976
  - Uropoda pura Hiramatsu & Hirschmann, 1979
  - Uropoda quadridentata Hirschmann, 1973
  - Uropoda quadridentatasimilis Hiramatsu, 1980
  - Uropoda quercifolia Hirschmann, 1972
  - Uropoda radiosa Hiramatsu, 1981
  - Uropoda rectangula (Kramer, 1898)
  - Uropoda regia (Vitzthum, 1921)
  - Uropoda regiasimilis Hirschmann, 1972
  - Uropoda repleta (Berlese, 1904)
  - Uropoda rhynchophori Wisniewski, 1980
  - Uropoda richtersi Hirschmann, 1974
  - Uropoda ropoda (peritrematalis Hirschmann, 1975)
  - Uropoda rotunda Hirschmann, 1972
  - Uropoda ruehmi Hirschmann, 1972
  - Uropoda sartor Hull, 1918
  - Uropoda sasayamaensis Hiramatsu, 1979
  - Uropoda saxonica (Willmann, 1955)
  - Uropoda schusteri Hirschmann, 1972
  - Uropoda scitula Hiramatsu & Hirschmann, 1978
  - Uropoda serrata Hirschmann, 1972
  - Uropoda serratasimilis Hiramatsu & Hirschmann, 1983
  - Uropoda serta Hirschmann, 1972
  - Uropoda shanghaica Wisniewski & Hirschmann, 1996
  - Uropoda shibai Hiramatsu, 1980
  - Uropoda shikokuensis Hiramatsu, 1979
  - Uropoda silvatica Hutu, 1976
  - Uropoda similiargasiformis Hirschmann, 1981
  - Uropoda similibrasiliensis Hirschmann, 1972
  - Uropoda similihamulifera Hiramatsu, 1979
  - Uropoda similimorikawai Hiramatsu, 1979
  - Uropoda similiorbicularis Hiramatsu, 1980
  - Uropoda simplex (Berlese, 1903)
  - Uropoda simplicior Hirschmann & Zirngiebl-Nicol, 1969
  - Uropoda simulans (Berlese, 1905)
  - Uropoda singularis Hiramatsu & Hirschmann, 1983
  - Uropoda smithi Hirschmann, 1972
  - Uropoda solarissima Hirschmann, 1981
  - Uropoda spiculata Hirschmann, 1972
  - Uropoda spinosissima (Berlese, 1916)
  - Uropoda spinosula (Kneissl, 1916)
  - Uropoda splendida Kramer, 1882
  - Uropoda splendidiformis (Berlese, 1916)
  - Uropoda stolida Hiramatsu & Hirschmann, 1978
  - Uropoda stolidasimilis Hiramatsu & Hirschmann, 1979
  - Uropoda sturmilaqueata Hirschmann, 1984
  - Uropoda submarginata Banks, 1916
  - Uropoda sumpazae Hirschmann, 1984
  - Uropoda tasmanica Banks, 1916
  - Uropoda tendiculata Hirschmann, 1972
  - Uropoda terrestrisa Hiramatsu & Hirschmann, 1977
  - Uropoda tersa Hiramatsu & Hirschmann, 1983
  - Uropoda theroni Hirschmann, 1993
  - Uropoda thorpei Kontschán, 2012
  - Uropoda topali Hirschmann, 1981
  - Uropoda topalisimilis Hiramatsu & Hirschmann, 1983
  - Uropoda translucida (Vitzthum, 1921)
  - Uropoda trichordis Hiramatsu, 1981
  - Uropoda tridentina (G. Canestrini & Fanzago, 1878)
  - Uropoda trilobata Banks, 1916
  - Uropoda tropicana Hiramatsu, 1978
  - Uropoda tropicanasimilis Hiramatsu, 1981
  - Uropoda tshushimaensis Hiramatsu, 1980
  - Uropoda tumida Hiramatsu, 1981
  - Uropoda uncenensis Htramatsu, 1977
  - Uropoda undulata Hirschmann & Zirngiebl-Nicol, 1969
  - Uropoda vanpletzeni (Marais, 1977)
  - Uropoda vegetans (De Geer, 1768)
  - Uropoda ventricosa (Berlese, 1904)
  - Uropoda verrucosa Hiramatsu, 1980
  - Uropoda vietnamensis Hiramatsu, 1981
  - Uropoda vitzthumi Hirschmann & Zirngiebl-Nicol, 1969
  - Uropoda vulgaris Hirschmann & Zirngtebl-Nicol, 1969
  - Uropoda willmanni Hirschmann & Zirngiebl-Nicol, 1969
  - Uropoda yakuensis Hiramatsu, 1979
  - Uropoda yangambi Hirschmann, 1981
  - Uropoda yanoi Hiramatsu, 1979
  - Uropoda zicsii Hirschmann, 1972